# Fackellövsalsfågel
Fackellövsalsfågel (Amblyornis macgregoriae) är en fågel i familjen lövsalsfåglar inom ordningen tättingar.

## Utseende och läte
Fackellövsalsfågeln är en rätt stor och knubbig brun fågel. Hanen har en karakteristiskt lång orangefärgad tofs från huvudets baksida. Jämfört med liknande orangetofsad lövsalsfågel är denna art större och saknar streckning på kroppen. Lätet är ljudligt och raspigt, medan olika visslande och andra ljud kan höras vid spelplatsen (se Levnadssätt nedan), även härmningar av andra fågelarter.

## Utbredning och systematik
Fackellövsalsfågeln förekommer på Nya Guinea. Både artgränser och hur många underarter den bör delas in i är omtvistat. Clements m.fl. urskiljer sex underarter med följande utbredning:
- Amblyornis macgregoriae mayri – Weyland, Nassau och Jayawijayabergen
- Amblyornis macgregoriae macgregoriae – Centrala bergen, Huonhalvön och Adelbertbergen
- Amblyornis macgregoriae germana – bergstrakter på Huonhalvön
- Amblyornis macgregoriae kombok – Mount Hagenområdet
- Amblyornis macgregoriae lecroyae – Bosaviområdet
- Amblyornis macgregoriae nubicola – Owen Stanley-bergen

## Levnadssätt
Fackellövsalsfågeln hittas i bergsskogar, där den är den vanligaste och mest spridda lövsalsfågeln. Hanen bygger en midsommarstångsliknande formation, bestående av en central påle och ett runt mossigt område längst ner.

## Status och hot
Arten har ett stort utbredningsområde, men tros minska i antal, dock inte tillräckligt kraftigt för att den ska betraktas som hotad. Internationella naturvårdsunionen IUCN listar arten som livskraftig (LC).

## Namn
Fågelns vetenskapliga artnamn hedrar Lady Mary Jane Macgregor (född Cocks, död 1919), andra fru till koloniguvernören och upptäcktsresande Sir William Macgregor. Fram tills nyligen kallades den Macgregors lövsalsfågel även på svenska, men justerades 2022 till ett enklare och mer informativt namn av BirdLife Sveriges taxonomikommitté.